# Ehrennadel der Kammer der Technik
Die Ehrennadel der Kammer der Technik war eine nichtstaatliche Auszeichnung   der  Kammer der Technik (KDT) der Deutschen Demokratischen Republik (DDR), welche 1955 zunächst noch unter dem Namen Goldene Nadel der Kammer der Technik geführt wurde und erst 1962 in Ehrennadel umbenannt wurde. Zunächst nur in einer Stufe gestiftet, wurde die Ehrennadel dann ab 1965 in drei Stufen, Bronze, Silber oder Gold verliehen.

## Aussehen und Trageweise
Die bronzene, versilberte oder vergoldete Ehrennadel ist rund und hat einen Durchmesser von 23 mm ab 1975 im Zuge der Änderung des Layouts dann nur noch 20 mm und zeigte bis dato mittig das Symbol der KDT auf gekörnten Grund umschlossen von einem Lorbeerkranz. Die zweite Version dieser Ehrennadel nach ab 1975 zeigte dann ebenfalls das KDT Symbol mittig wiederum umschlossen von einem Lorbeerkranz aber innerhalb zweier Ringe. Insgesamt wurde mit der Veränderung eine Verschlechterung der Ehrennadel bewirkt, die ab dieser Version nur noch plump und weniger detailreich ausgestattet war wie ihre Vorgängerin. Auf beiden Versionen war rückseitig eine querliegende angelötete Nadel mit Gegenhaken angebracht.